# Bornholms Kunstmuseum
Bornholms Kunstmuseum är ett danskt konstmuseum vid Helligdomsklipperne, sex kilometer nordväst om Gudhjem på Bornholm i Danmark.
Bornholms Kunstmuseum grundades 1893 i Rønne som en del av Bornholms Museum och är sedan 1971 en självständig institution. Museet har en stor samling av konst från Bornholm från början av 1800-talet och framåt samt konsthantverk. 
Den 4 000 m² stora museibyggnaden invigdes 1993. Den är ritad av Johan Fogh och Per Følner, vilka också ritat en år 2003 gjord tillbyggnad. Konstsamlingen ägs av Bornholms Museumsforening och byggnaderna av regionkommunen. 

## Fotogalleri

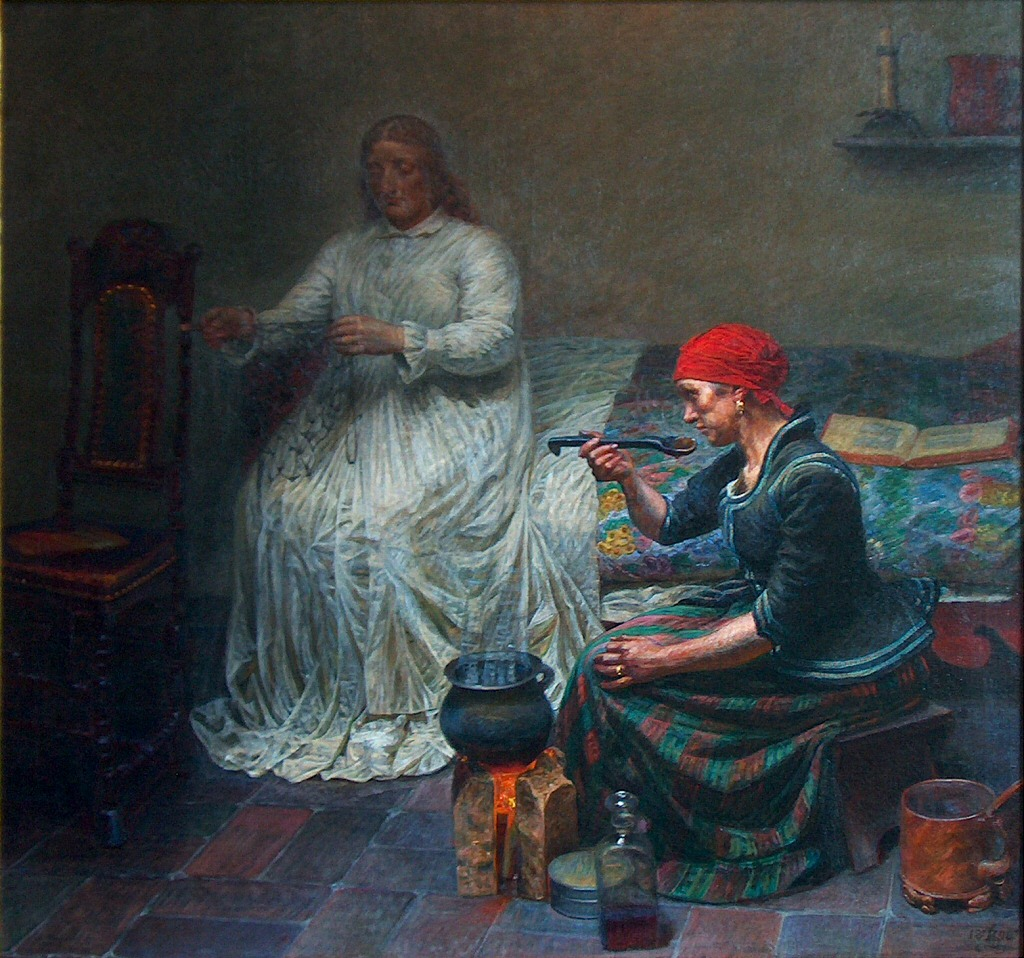
Kristian Zahrtmanns Leonora Christina i Blåtårn Kvinde laver sig et øllebrød
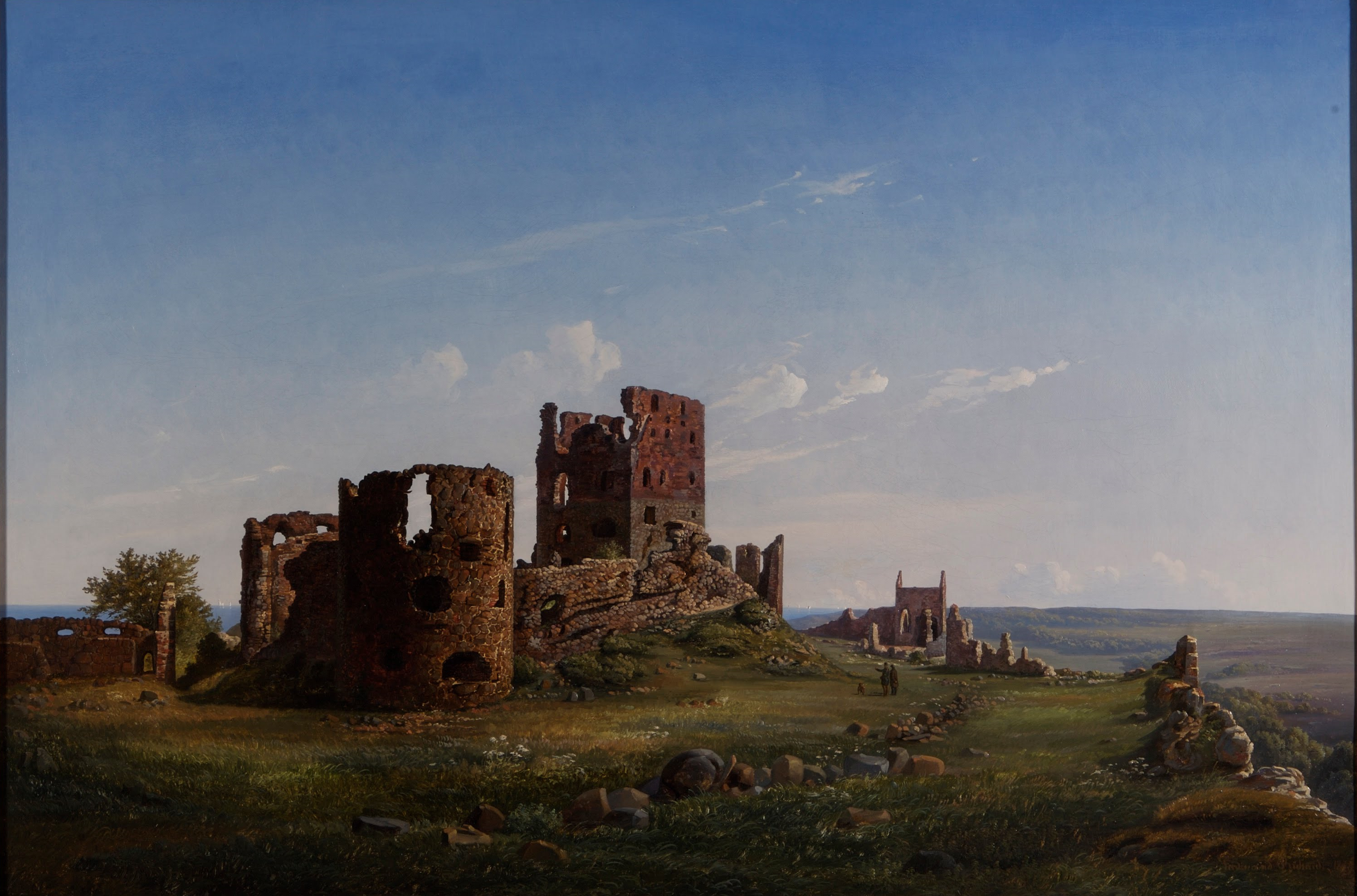
Ferdinand Richardts Hammershus
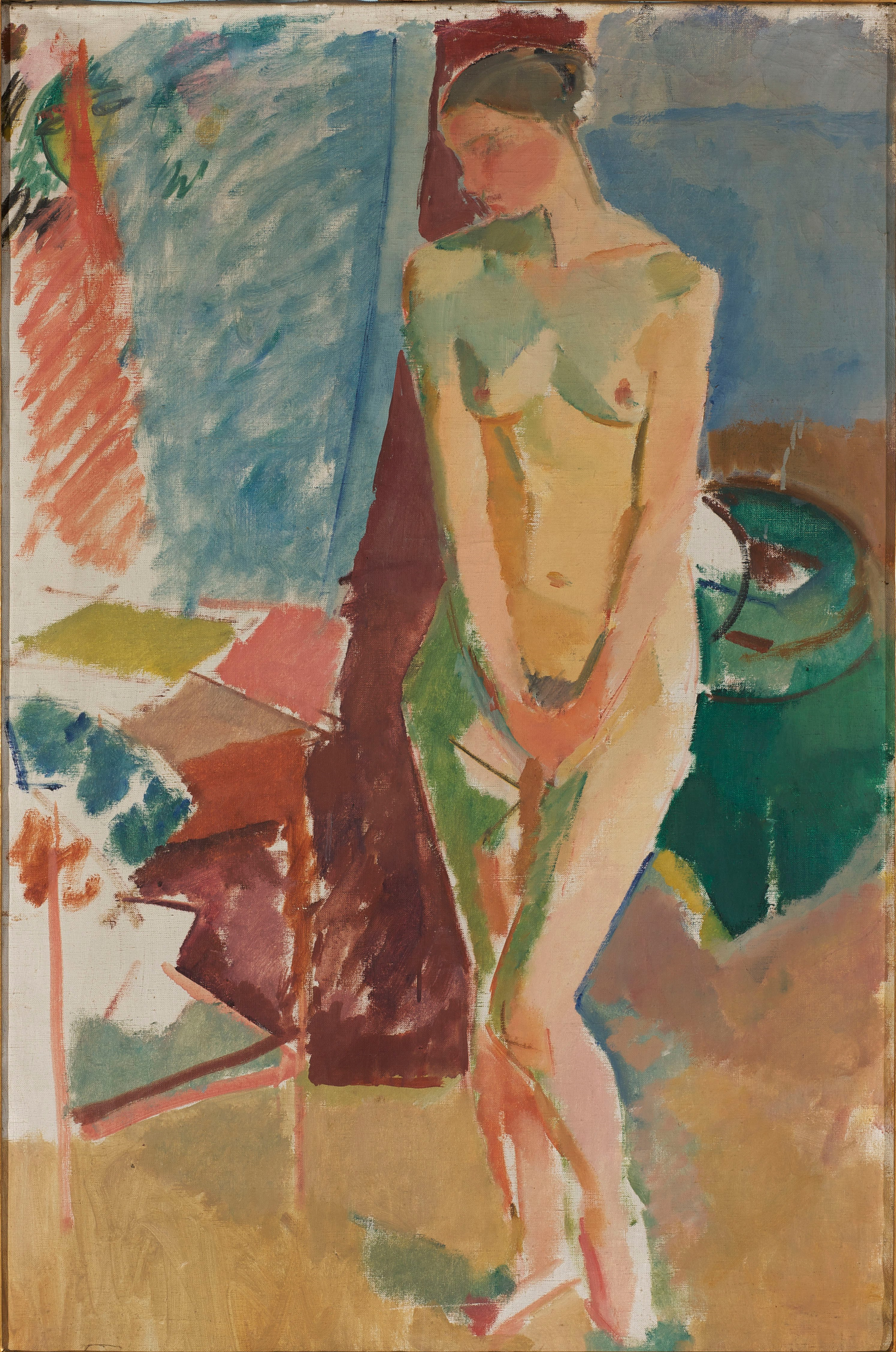
Karl Isakson Stående nakenmodell
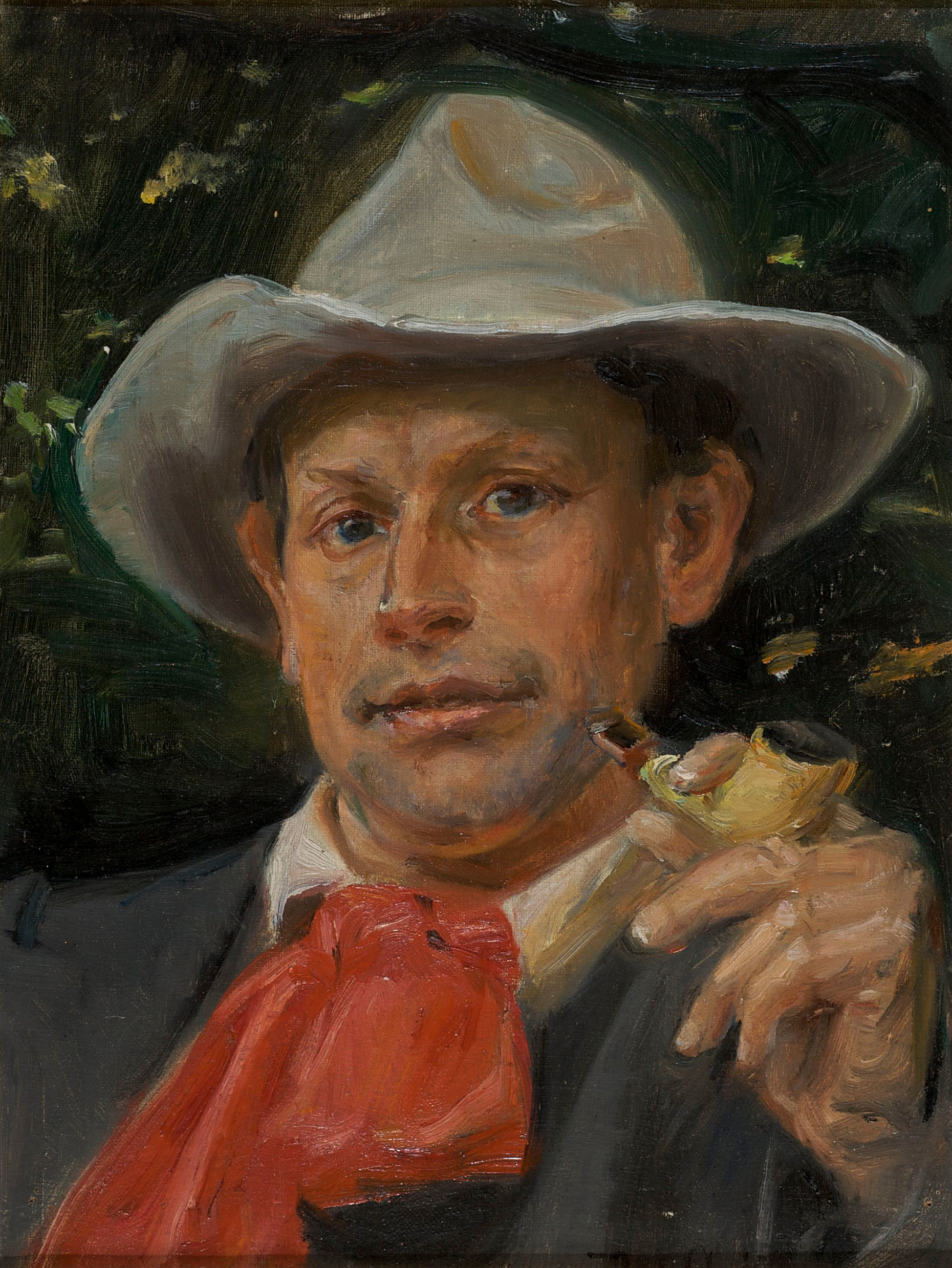
Michael Anchers porträtt av Martin Andersen Nexø
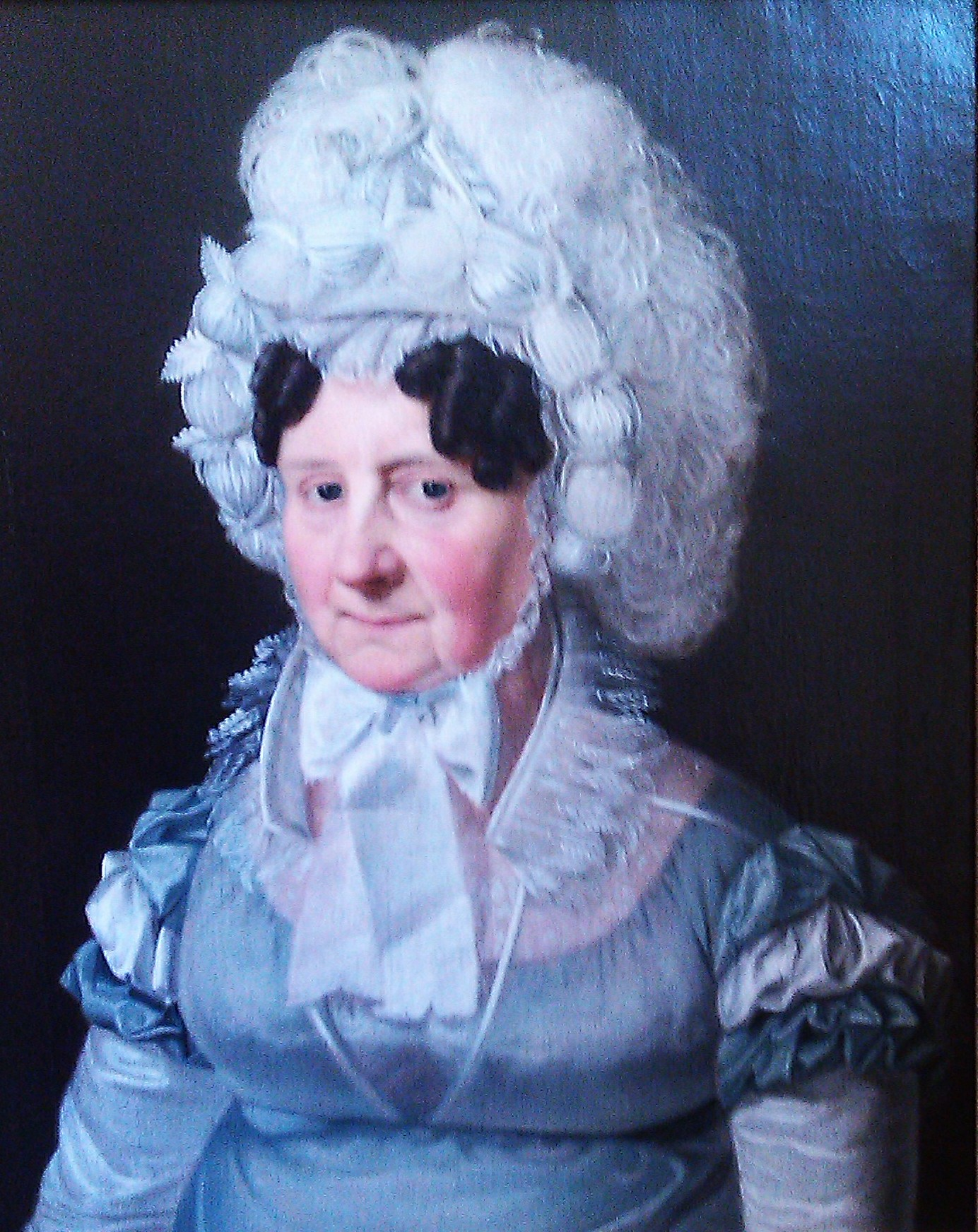
Johan Anton Bechs porträtt av Etatsrådinde Marie Kofoed
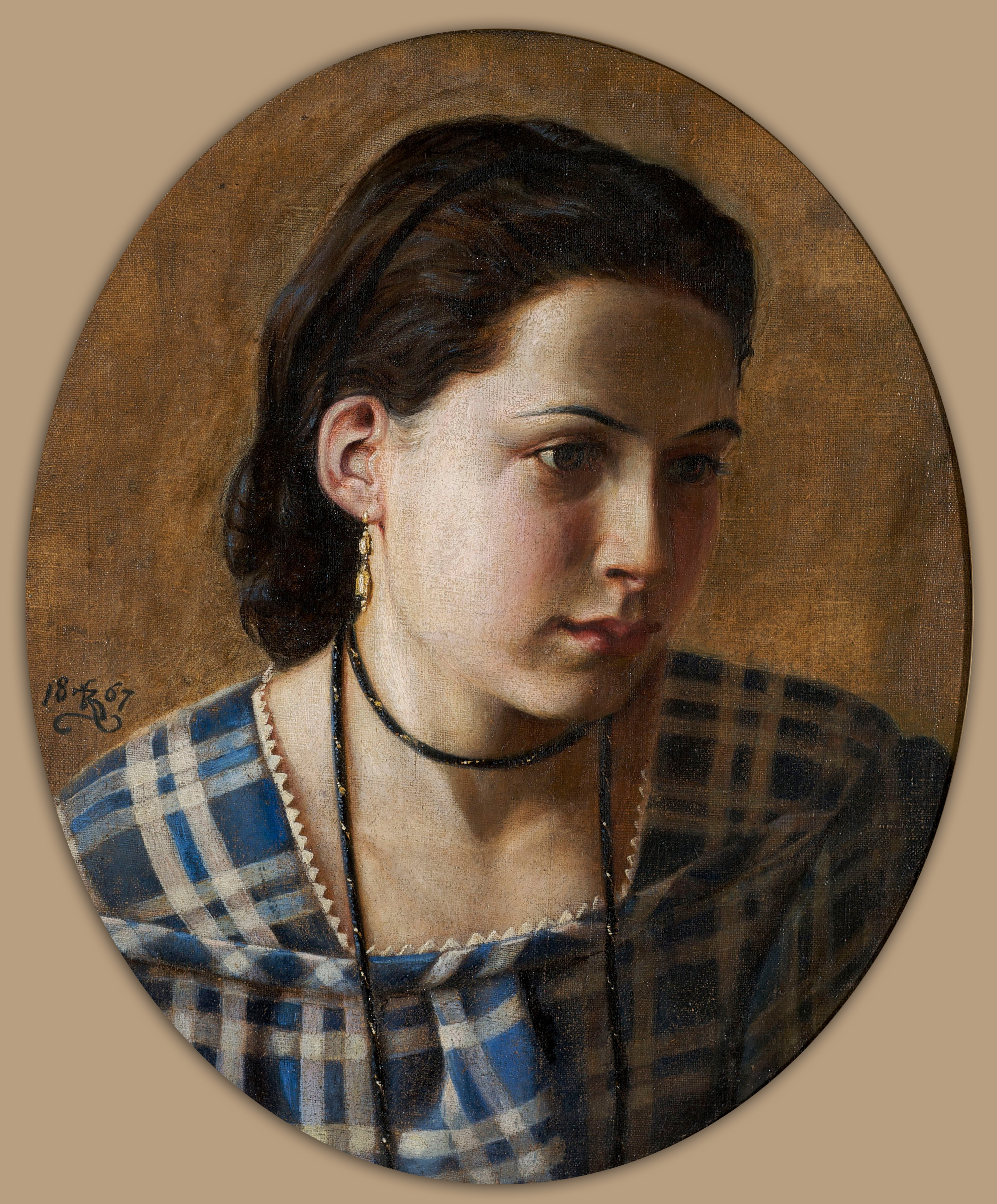
Kristian Zahrtmann: Vilhelmine Erichsen
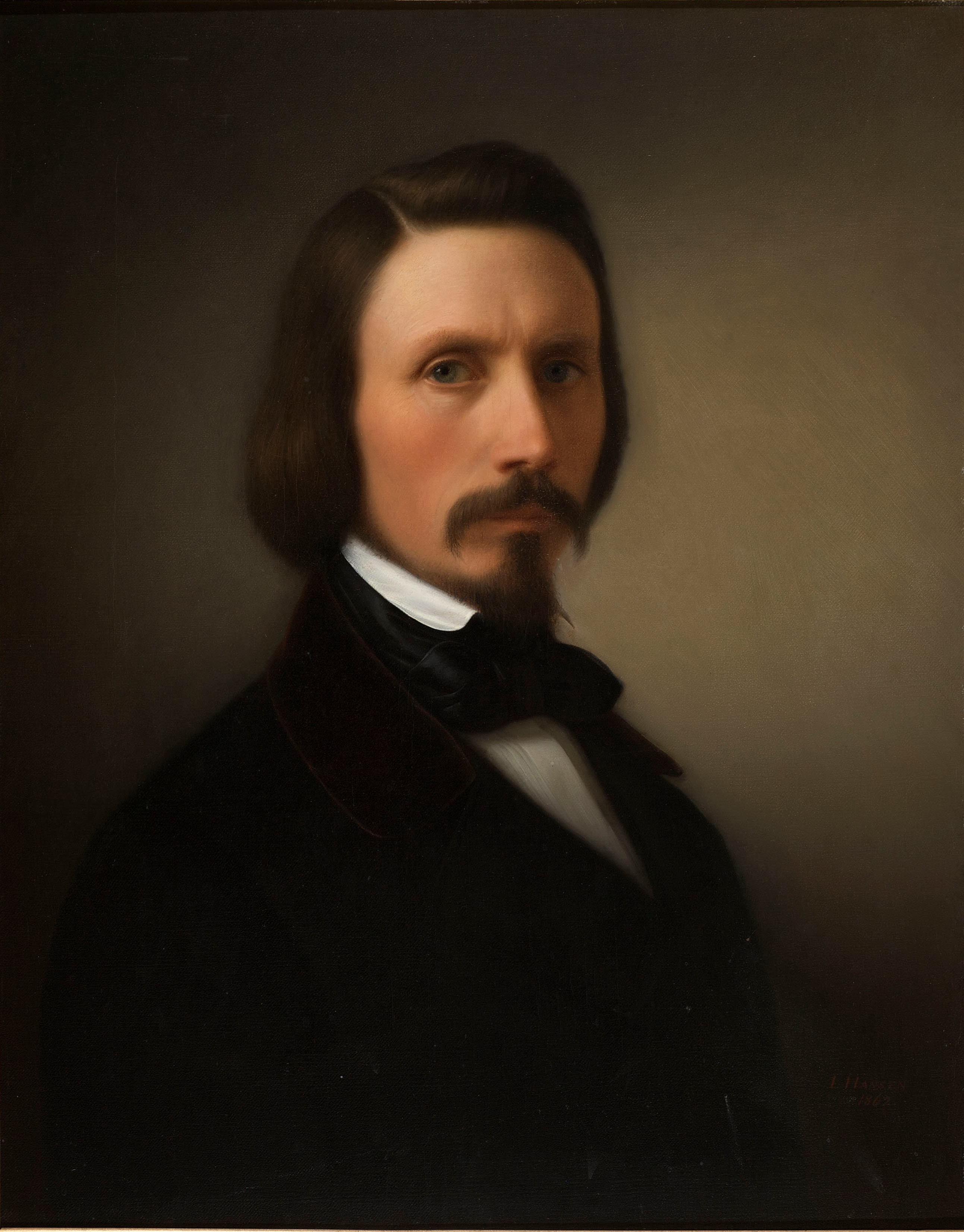
Lars Hansens selvporträt

### Källhänvisningar
1. ↑  hämtat från: engelskspråkiga Wikipedia.[källa från Wikidata]
2. ↑  Aktiviteten på museer sorteret efter landsdel, museumstype og museumskategori 2017, Danmarks statistik, läs online och läs online.[källa från Wikidata]
3. ↑  Medarbejdere og copyright (på danska), Bornholms Kunstmuseum, läs online.[källa från Wikidata]
4. ↑  65 år: Lars Kærulf vil følge nyt museum til dørs (på danska), Bornholms Tidende, 25 september 2015, läs online.[källa från Wikidata]